# 리샤오린
리샤오린(중국어: 李小林, 병음: Lǐ Xiǎolín, 한자음: 이소림, 1953년 10월 21일 ~ )은 중화인민공화국의 공산당 서기이자, 중국인민대외우호협회 의장이다.

## 어린 시절
후베이성 훙안 현에서 리셴녠과 린자메이의 1남 3녀 중에 막내로 태어났다.

## 경력
1972년부터 1975년까지 우한 대학에서 수학하고, 중국인민대외우호협회의 국장으로 임명되었다.
캘리포니아 대학교 로스앤젤레스에서 석사를 취득한 후, 1983년부터 1990년까지 중국인민대외우호협회의 기간 요원, 부국장과 국장을 지냈다.
1990년부터 1992년까지 리샤오린은 미국 주재 중화인민공화국 대사관에서 제1서기를 지냈다. 귀국 후, 2007년까지 자신의 협회의 부의장과 공산당 부서기는 물론, 미주국의 부국장과 국장을 지냈다.
그 후 2001년 의장이 되기 전까지 자신의 협회의 부의장과 당 서기였다. 그녀는 또한 중국인민정치협상회의 제12차 국립 위원회의 위원이기도 하다.